# Droga wojewódzka nr 284
Droga wojewódzka nr 284 (DW284) – droga wojewódzka leżąca w zachodniej Polsce. Krótka arteria łączy stację kolejową w Złotnikach Kujawskich z drogą krajową nr 25.